# Virgen del Rocío

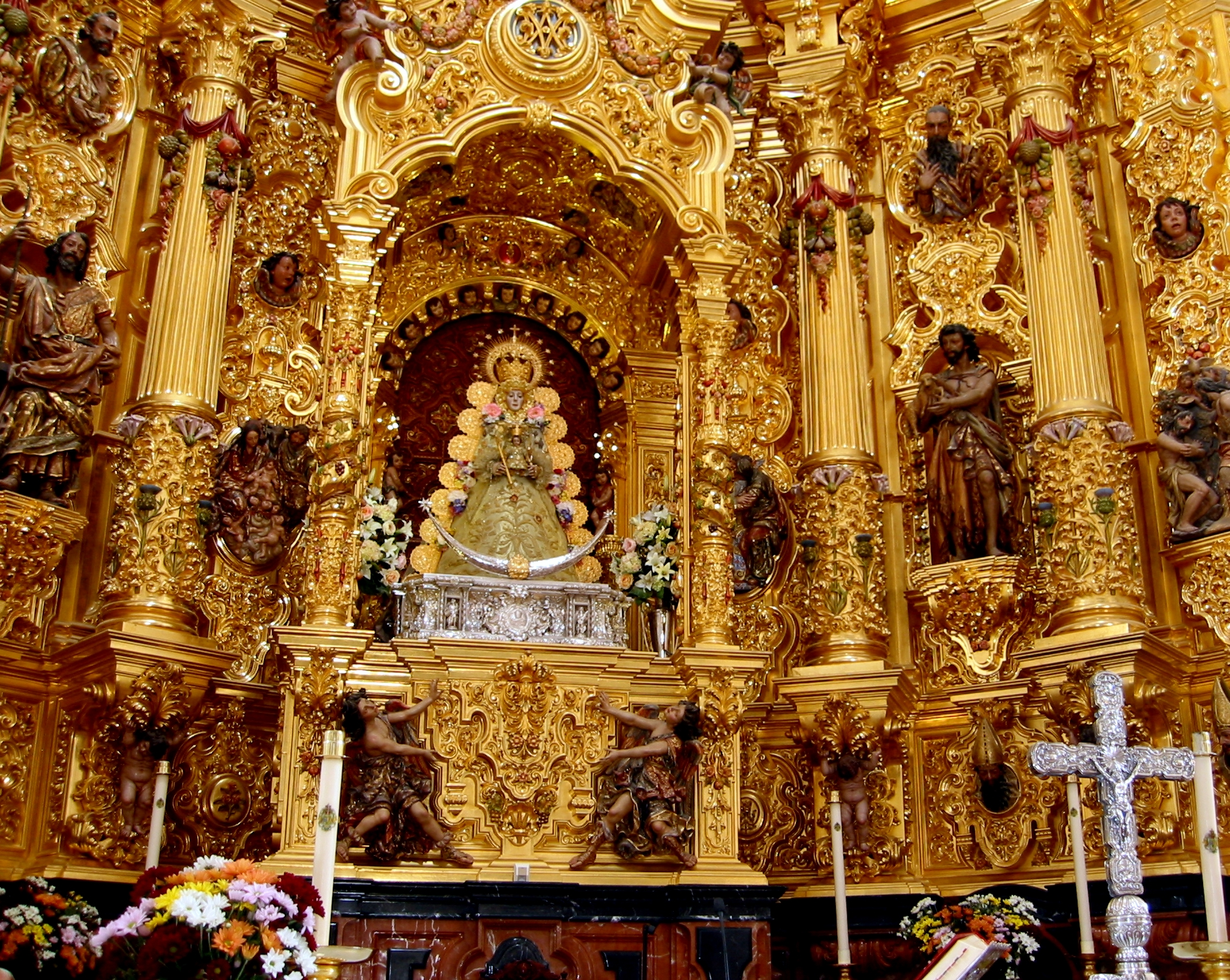
Vierge d'El Rocío.

La Vierge d'El Rocío, en espagnol Virgen del Rocío ou Nuestra Señora del Rocío est la sainte patronne de la commune andalouse d'Almonte.
De plus, elle a donné son nom aux Hôpitaux universitaires Virgen del Rocío de Séville.